# اندره الشان
اندره الشان (انگلیسی: Andrey Alshan؛ زادهٔ ۱۸ مارس ۱۹۶۰) ورزشکار شمشیربازی اهل اتحاد جماهیر شوروی سوسیالیستی است.
وی در مسابقات کشوری و بین‌المللی در مجموع برندهٔ ۱ مدال نقره شده‌است.